# Davide Minnella
Davide Minnella (Gallipoli, 2 giugno 1979) è un regista, sceneggiatore e autore televisivo italiano.

## Biografia
Regista, autore e sceneggiatore. Dopo essersi laureato in Relazioni Pubbliche presso lo Iulm di Milano ha frequentato la Scuola Fiction Mediaset ed il Laboratorio Fandango di Regia e Produzione Cinematografica.
Nel 2014 ha realizzato come regista e sceneggiatore il mockumentary Ci vorrebbe un miracolo, una commedia semiseria, con Elena Di Cioccio e Gianluca Sportelli, sui mali che affliggono il mare italiano. 
Il film ha vinto numerosi riconoscimenti in Italia e all'estero.
Ha scritto e diretto numerose campagne pubblicitarie, documentari e cortometraggi anche questi pluripremiati in numerosi festival nazionali e internazionali: Bar, La porta, Mai dove dovremmo essere con Sergio Rubini, Come si deve con Piera Degli Esposti e Diane Fleri, presentato in anteprima assoluta al 60º Festival di Berlino e Menzione Speciale per la Sceneggiatura ai Nastri D'Argento 2011, e infine Il potere dell'oro rosso con Paolo Sassanelli, evento speciale al Festival del Cinema di Roma 2015 e vincitore di oltre 100 premi. All'attività di regista affianca quella di autore televisivo. Negli anni ha infatti firmato alcuni di più importanti programmi televisivi per Rai, Mediaset e Sky: I soliti ignoti, il ritorno, Affari tuoi, formato famiglia, Arena Suzuki...'60'70 e '80, La vita in diretta, Viaggio nella grande bellezza, Caduta libera, Grande Fratello VIP, L'isola dei famosi, Attenti a quei due, Grazie al cielo sei qui, La talpa. Nel 2021 ha diretto il lungometraggio La cena perfetta con Salvatore Esposito e Greta Scarano: il film, uscito ad aprile del 2022, è stato prodotto da Italian International Film e distribuito da Vision Distribution.

## Filmografia

### Regista

#### Cortometraggi
- Bar (2003)
- Mai dove dovremmo essere (2005)
- Come si deve (2009)
- La porta (2009)
- Il potere dell'oro rosso (2015)
- Riuscire a volare (2014)

#### Documentari
- Scrittori nel pallone, co-regia con Alessandro D'Alessandro e Annalisa Lo Pinto (2005)

#### Lungometraggi
- Ci vorrebbe un miracolo (2014)
- La cena perfetta (2022)
- Cattiva coscienza (2023)
- Fuori la verità (2025)

### Sceneggiatore

#### Cinema

##### Cortometraggi
- Mai dove dovremmo essere, regia di Davide Minnella (2005)
- Come si deve (2010)

##### Documentari
- Scrittori nel pallone, regia di Davide Minnella, Alessandro D'Alessandro e Annalisa Lo Pinto (2005)

##### Lungometraggi
- Cattiva coscienza, regia di Davide Minnella (2023)

#### Televisione
- Alive - serie TV documentaria, 8 episodi, Rete 4
- L'Isola Dei Famosi, Rai Due
- Soliti ignoti - Il ritorno, Rai Uno
- Arena Suzuki '60 '70 '80 e... '90, Rai Uno
- Affari tuoi, Rai Uno
- Viaggio nella grande bellezza, Canale 5
- Caduta libera, Canale 5
- Buonasera Presidente, Rai Storia
- Grande Fratello VIP, Canale 5
- Attenti a quei due - La sfida, Rai Uno
- La notte degli chef, Canale 5
- Chissà chi è?, Nove
- Like a Star, Nove
- The Cage -  Prendi e Scappa, Nove